# Nogales (kommun i Chile)
Nogales är en kommun i Chile.   Den ligger i provinsen Provincia de Quillota och regionen Región de Valparaíso, i den södra delen av landet, 100 km nordväst om huvudstaden Santiago de Chile.
Trakten runt Nogales består till största delen av jordbruksmark. Runt Nogales är det tätbefolkat, med 266 invånare per kvadratkilometer.